# Plaza José Remón Cantera
La Plaza José Remón Cantera, también llamada Parque Legislativo, es una plaza ubicada a un costado del Palacio Justo Arosemena, en el corregimiento de Calidonia, en la Ciudad de Panamá, en los alrededores de la Plaza 5 de Mayo. La Plaza José Remón Cantera fue declarada monumento histórico nacional mediante la Ley 33 de 2006, formando parte del Conjunto Monumental Histórico de Calidonia y Ancón.
Esta fue construida el 3 de enero de 1957 en honor al presidente José Antonio Remón Cantera, por los arquitectos peruanos Juan Pardo de Zela y Joaquín Roca Rey. Esta cuenta con un monumento que cuenta con el busto de José Remón Cantera, unas 17 figuras de bronce y la frase del presidente “Ni millones ni limosnas, queremos justicia”.

## Historia
Por medio del Decreto 20 de 28 de enero de 1955, el Órgano Ejecutivo nombró una comisión integrada por Víctor Juliao, José Daniel Crespo, Alberto Alemán, Enrique de Obarrio, Ricardo J. Bermúdez, Adolfo Arias, Inocencio Galindo y Víctor Navas, quienes se hicieron cargo de las gestiones para hacer la obra en memoria del presidente y militar José Antonio Remón Cantera. La comisión convocó a un concurso internacional para el diseño del monumento y le ofrecía al ganador la suma de 30 mil balboas, siendo ganadores los artistas peruanos Juan Pardo de Zela (este falleció antes de la culminación de la obra) y Joaquín Roca Rey.
Fue inaugurada el 3 de enero de 1957 y fue denominada como el “Friso alegórico a la justicia”, por Roca Rey. Este le dio la explicación de la siguiente manera: “Se colocó la efigie del ex presidente Remón hacia el Palacio Legislativo con la idea de que este sea símbolo y norte que inspire y oriente a los legisladores para que las leyes que salgan del seno de dicha Cámara redunden en beneficio del pueblo panameño y coloqué el friso hacia la vía más transitada, con el propósito de vivificar en los pechos de los panameños el amor y la fe en la justicia”. La Plaza José Remón Cantera fue declarada monumento histórico nacional mediante Ley 33 de 2006.

## Estructura
La obra de arte contemporáneo está compuesta por 17 figuras de bronce de 2 metros de alto por 22 de largo, sobre la que caía una cascada de agua, y además que cuenta con la frase del presidente José Remón Cantera: “Ni millones ni limosnas, queremos justicia”, que pronunciaba durante las negociaciones con Estados Unidos para la recuperación del Canal de Panamá. En la parte superior tiene una torre de granito negro con el rostro de Remón, que se trajo desde las canteras de Montecatini en Italia, pasando por Perú y llegando por último a Panamá.

## Actualidad
El presidente de la Asamblea Nacional de Panamá, Jacobo Salas y el alcalde del distrito de Panamá, Juan Carlos Navarro, reinauguraron la plaza el 27 de noviembre de 2003, obra que requirió de una inversión de 175 mil balboas. Con estos fondos se reconstruyó y revistió el piso, además de la colocación de azulejos en la pileta principal, se reinstaló el sistema eléctrico, faroles, se ubicaron bancas nuevas, se colocaron fuentes, se reparó la cascada que está a la entrada del parque, se reprodujeron las esculturas originales y sembraron plantas.
Debido a la falta de mantenimiento, la plaza quedó en deterioro. La pileta se encontraba seca, la base de la fuente tenía agua estancada y limo, y sobre las luces que la iluminaban ha crecido maleza. Además que es usada actualmente como mercado de buhonería, evitando el libre tránsito por el área.
En 2019, con motivo de los 500 años de fundación de la Ciudad de Panamá, se inauguró la séptima exhibición al aire libre del Museo de la Ciudad de Panamá “La Ruta Transístmica”. Esta explica la historia del Istmo de Panamá como lugar de tránsito y su importancia para el comercio mundial.